# NGC 613
NGC 613 je spirální galaxie s příčkou s aktivním galaktickým jádrem v souhvězdí Sochaře. Její zdánlivá jasnost je 9,9m a úhlová velikost 5,5′ × 4,2′. Od Země je vzdálená 86 milionů světelných let. Galaxii objevil William Herschel 9. prosince 1798. Její první fotografie byla pořízena v roce 1912 a byla na ní rozpoznána spirální ramena.
V galaxii byla pozorována supernova SN 2016gkg, kterou 20. září 2016 na počátku exploze fotograficky zachytil argentinský amatérský astronom Victor Buso. Supernova byla typu IIb a ve viditelném světle zjasňovala rychlostí 40 magnitud za den. Díky včasnému zachycení výbuchu mohla být supernova podrobně zkoumána v různých oblastech elektromagnetického spektra.